# Leptosiaphos amieti
Leptosiaphos amieti (п'ятипалий сцинк камерунський) — вид сцинкоподібних ящірок родини сцинкових (Scincidae). Ендемік Камеруну. Вид названий на честь швейцарського герпетолога Жана-Луї Ам'є.

## Поширення і екологія
Камерунські п'ятипалі сцинки мешкають на південному заході Камеруну, в Південно-Західному і Прибережньому регіонах. Вони живуть у вологих тропічних лісах, часто поблизу струмків. Зустрічаються на висоті від 300 до 800 м над рівнем моря.

## Збереження
МСОП класифікує цей вид як вразливий. Leptosiaphos amieti є рідкісним видом плазунів, якому загрожує знищення природного середовища.